# イスマーイール・ユノス
イスマーイール・ビン・ユノス（Ismail bin Yunos、1986年10月24日 - ）は、シンガポールの元サッカー選手。元シンガポール代表。現役時代のポジションはCB。

## 経歴
タンピネス・ローバースFCのユースに在籍したのちに、サッカー協会のアカデミーで学ぶ。
プロとしてはヤング・ライオンズで2005年にデビュー、その後、ホーム・ユナイテッドに移籍し、ゴンバク・ユナイテッドFCに更に移籍したのちに、ホーム・ユナイテッドへ復帰。2014年半ばにはウォリアーズFCに移籍し、相手の得点を阻みチームの優勝に貢献している。その後2015年にタンピネス・ローバースFCにプロとして移籍。

## 代表歴
2004 タイガーカップ、2007 東南アジアサッカー選手権のシンガポール代表メンバーとなった。また、2005年、2007年の東南アジア競技大会にも出場し、後者では銅メダルを獲得している。
U-18代表、U-21代表を経たのち、その高さと冷静さでラドイコ・アブラモビッチ監督に2004年9月に代表初招集を受けた。しかしA代表デビュー戦は2006年12月28日に行われたキングス・カップのベトナム代表戦であった。

## タイトル
ウォリアーズFC
- Sリーグ (1): 2014

### 代表
シンガポール
- 東南アジアサッカー選手権: 2004, 2007
- 東南アジア競技大会:

銅メダル - 2007